# Diadegma occultum
Diadegma occultum là một loài tò vò trong họ Ichneumonidae.